# 1998年度叱咤樂壇流行榜頒獎典禮得獎名單
1998年度叱咤樂壇流行榜頒獎典禮於1999年1月1日晚上8點在灣仔香港會議展覽中心新翼Grand Hall舉行。

## 得獎名單

### 叱咤樂壇至尊歌曲大獎
- 越吻越傷心
  - 主唱：蘇永康
  - 作曲：吳國敬
  - 填詞：林　夕
  - 編曲：吳國敬、孫偉明
  - 監製：黃尚偉

### 專業推介．叱咤十大
|        | 歌曲        | 歌手   | 作曲            | 填詞   | 編曲        | 監製                          |
| ------ | ----------- | ------ | --------------- | ------ | ----------- | ----------------------------- |
| 第二位 | 情誡        | 王 菲  | Adrian Chan     | 林 夕  | Adrian Chan | Alvin Leong、王 菲            |
| 第三位 | 今生不再    | 黎明   | Dick Lee        | 林 夕  | 褚鎮東      | 趙增熹、Dick Lee              |
| 第四位 | 神啊 救救我 | 陳小春 | 包小柏          | 易家揚 | 洪敬堯      |                               |
| 第五位 | 掛念        | 劉德華 | 高 楓           | 林 夕  | 劉祖德      | 李安修                        |
| 第六位 | 有你一天    | 古巨基 | 張佳添          | 林 夕  | 張佳添      | 張佳添、古巨基                |
| 第七位 | 天下無雙    | 陳奕迅 | 柳重言          | 林振強 | 柳重言      | 王紀華                        |
| 第八位 | 釋放自己    | 張學友 | 袁惟仁          | 古倩敏 | Barry Chung | 歐丁玉                        |
| 第九位 | 一變傾城    | 郭富城 | Vincent Soriano | 小 美  | 梁基爵      | 小 美、譚國政、郭富城、梁基爵 |
| 第十位 | 愛妳        | 許志安 | 雷頌德          | 周禮茂 | 雷頌德      | 雷頌德                        |

- 粗體表示冠軍作品

### 叱咤樂壇我最喜愛的歌曲大獎
- 越吻越傷心 - 蘇永康

### 叱咤樂壇我最喜愛的男歌手
- 黎明
  - 演繹歌曲：如果可以再見你
  - 最後五強：郭富城、張學友、黎明、劉德華、許志安

### 叱咤樂壇我最喜愛的女歌手
- 王菲
  - 演繹歌曲：情誡

### 叱咤樂壇我最喜愛的組合
- Beyond

### 叱咤樂壇至尊唱片大獎
- 《我的快樂時代》- 陳奕迅
  - 上榜歌曲：我的快樂時代、黃金時代、我甚麼都沒有、天下無雙
  - 演繹歌曲：我的快樂時代

### 叱咤樂壇男歌手
- 金獎：郭富城
  - 上榜歌曲：唱這歌、I LOVE YOU SO 太愛你、神經、戀愛態度1998、這夜心情、木偶襲地球、驚變、風裡密碼、一變傾城
  - 演繹歌曲：這夜心情
- 銀獎：黎明
  - 上榜歌曲：招呼你朋友、黎明與我、我太傻了嗎、少見多掛、如果可以再見你、愛你/不愛你、我這樣愛你、今生不再、Happy 2000
- 銅獎：劉德華
  - 上榜歌曲：孤星淚、冰雨、他的女人、笨小孩、馬桶、你是我的女人、掛念

### 叱咤樂壇女歌手
- 金獎：張惠妹
  - 上榜歌曲：站在高崗上、跟著感覺走、河、藍天、我無所謂、沒有煙抽的日子、牽手、Open Your Eyes
- 銀獎：陳慧琳
  - 上榜歌曲：情人說、回情、你不一樣、影中我、嚴重、Da De Dum (我失戀)、一生一愛情、真感覺、You're The One
- 銅獎：楊千嬅
  - 上榜歌曲：E-714342、數你、因為所以、我不要你愛我、出埃及記、大激想、繼續努力、愛人

### 叱咤樂壇組合
- 金獎：Beyond
  - 上榜歌曲：別怪我、喜歡一個人、犧牲、霧、驚喜、奉信
- 銀獎：Dry
  - 上榜歌曲：誰來開口、信我最後這一次、愛情組曲、陪著她、擺脫
- 銅獎：溫拿
  - 上榜歌曲：幾多都經過、自然關係

### 叱咤樂壇作曲家CASH大獎
- 雷頌德
  - 上榜作品：誰來開口、招呼你朋友、好來好去、情人說、如何說再見、信我最後這一次、黎明與我、回情、有你愛過我、少見多掛、Da De Dum（我失戀）、愛你、擺脫、一生一愛情、如果可以再見你、真感覺、二人行 一日後、You're The One、愛你/不愛你、甲乙丙丁、Happy 2000

### 叱咤樂壇填詞人CASH大獎
- 林夕
  - 上榜作品：人間、誰來開口、2090年再愛你、你說、招呼你朋友、E-714342、百年之癢、如何說再見、有過去的人、舊居入伙（六週年紀念）、這些年來、讓我們在一起、數你、朝朝暮暮、黎明與我、少數、最冷一天、我的快樂時代、請將音量收細、因為所以、一千零一晚、我太傻了嗎、別怪我、想家的女人、剎那天地、愛得起、最差情人、多一個少一個、壞得好、開放日、新歡加精選、出埃及記、無聊才愛我吧、多心、只愛陌生人、我們都一樣、據為己有、如果只得一星期、大激想、一個人、黃金時代、Da De Dum（我失戀）、你快樂（所以我快樂）、祝大家好過、兩種人、美滿人生、前前後後左左右右、一場朋友、不如睡一睡、愛人、如果可以再見你、償還、流星·森林·雨、暗湧、二人行 一日後、愛你/不愛你、我甚麼都沒有、我這樣愛你、風雲、奉信、越吻越傷心、天氣的錯、情誡、今生不再、有你一天、原諒自己

### 叱咤樂壇IFPI監製大獎
- 雷頌德

### 叱咤樂壇唱作人大獎
- 劉德華
  - 上榜作品：冰雨、他的女人、笨小孩、你是我的女人

### 叱咤樂壇生力軍
- 金獎：盧巧音
  - 上榜歌曲：自戀影院、垃圾、800伴、沮喪、不如睡一睡、怪怪房、同居角落
  - 演繹歌曲：垃圾

### 雷霆樂壇班霸
- 藝能動音香港娛樂有限公司

### 叱咤東方飛碟至尊歌手
- 張惠妹

### 903 id club投選 - 叱咤至尊拍擋
- 黎明 + 和記電訊
  - 演繹歌曲：我這樣愛你

### 903 id club投選 - 首次紅館個唱
- 陳奕迅

### 四台聯頒音樂大獎：大碟獎
- 《釋放自己》- 張學友